# سندحمزة
سندحمزة (بالفارسية: سندحمزه) هي قرية تقع في دشتياري في إيران. يقدر عدد سكانها بـ 564 نسمة بحسب إحصاء 2016.